# Oum Hadjer
Oum Hadjer (àrab: أم هاجر, Umm Hājir) és una petita ciutat del Txad, capital del departament de Batha Oriental i de la sotsprefectura en la qual es troba la ciutat. Es troba a cavall sobre l'efímer riu Batha, en la carretera principal entre Khartum i N'Djamena, i té un petit aeroport homònim.
Situada estratègicament, ha estat objecte d'impugnacions per part del govern i les forces rebels en 1982, 1990 i gener de 2008.